# 陳用林
陳用林（ちん ようりん）は中華人民共和国の外交官。一等書記官の肩書きを持つ高級外交官であるが、現在はオーストラリア政府に政治的保護を求めている。
1989年、大学生だった彼は民主化運動に参加していたため六四天安門事件の後、再教育を受けることになる。1991年、中国外交部に入る。
2005年、シドニーの総領事館で政治問題を扱う領事だった彼は妻と娘と共に亡命することを決心し、5月26日、彼は移民局に行く。彼によると、移民官は中国領事館に彼の身元を問い合わせるなど非協力的な態度をした。5月31日、オーストラリア外務貿易省へ行き、貿易議定書担当官と会う。外務貿易省は政治亡命を却下したが、移民省により保護ビサが適用される見込みとなる。
彼の話によると、亡命理由は反体制派への迫害。彼自身、オーストラリアで法輪功などの中国反体制派を監視する担当だった。法輪功に同情的だが、法輪功の会員ではないとしている。